# Municipio de Hamilton (condado de Franklin, Pensilvania)
El municipio de Hamilton (en inglés: Hamilton Township) es un municipio ubicado en el condado de Franklin en el estado estadounidense de Pensilvania. En el año 2000 tenía una población de 8.949 habitantes y una densidad poblacional de 96.8 personas por km².

## Geografía
El municipio de Hamilton se encuentra ubicado en las coordenadas 39°52′00″N 77°43′59″O / 39.86667, -77.73306.

## Demografía
Según la Oficina del Censo en 2000 los ingresos medios por hogar en la localidad eran de $43,153 y los ingresos medios por familia eran de $47,049. Los hombres tenían unos ingresos medios de $32,879 frente a los $25,082 para las mujeres. La renta per cápita de la localidad era de $21,122. Alrededor del 6,3% de la población estaba por debajo del umbral de pobreza.